# Lubbträsket
Lubbträsket är en sjö i Storumans kommun i Lappland och ingår i Umeälvens huvudavrinningsområde. Sjön har en area på 7,55 kvadratkilometer och ligger 463 meter över havet. Sjön avvattnas av vattendraget Namonsbäcken.

## Delavrinningsområde
Lubbträsket ingår i det delavrinningsområde (721509-154147) som SMHI kallar för Utloppet av Lubbträsket. Medelhöjden är 526 meter över havet och ytan är 55,34 kvadratkilometer. Det finns inga avrinningsområden uppströms utan avrinningsområdet är högsta punkten. Namonsbäcken som avvattnar avrinningsområdet har biflödesordning 3, vilket innebär att vattnet flödar genom totalt 3 vattendrag innan det når havet efter 286 kilometer. Avrinningsområdet består mestadels av skog (68 procent) och sankmarker (16 procent). Avrinningsområdet har 7,65 kvadratkilometer vattenytor vilket ger det en sjöprocent på 13,8 procent.